# BPM Energy
BPM Energy è una bevande energetica prodotto dalla Coca-Cola e venduto esclusivamente in Irlanda. È stato lanciato sul mercato nel 2003, con due variazioni, chiamate "BPM Hydrate" e "BPM Focus", rispettivamente al gusto di cedrata il primo, ai frutti di bosco il secondo.
Il prodotto è stato immesso con una larga campagna mediatica incentrata su uno stile di vita giovanile e maschile grazie anche a una mascotte chiamata "Jaxx".